# Aruncus dioicus
La barba di capra (Aruncus dioicus (Walter) Fernald) è una pianta erbacea, perenne appartenente alla famiglia delle Rosacee.

## Descrizione

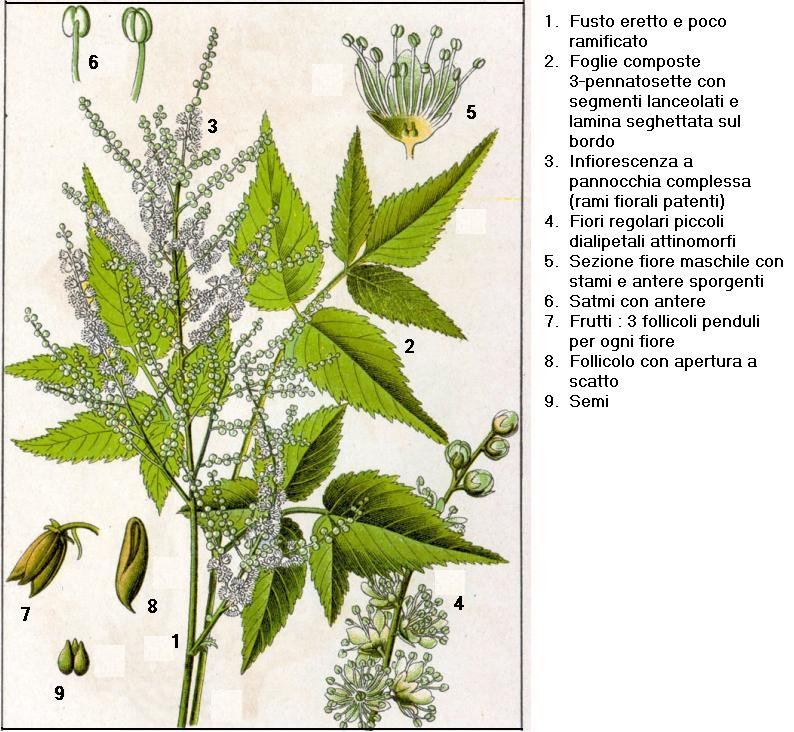
Descrizione delle parti della pianta

La forma biologica della pianta è emicriptofita scaposa (H scap): è una pianta perennante per mezzo di gemme situate sul suolo (emicriptofita); l'asse fiorale è perlopiù lungo, ma spesso poco ramificato e scarso di foglie (scaposo).

### Radici
Le radici si generano secondariamente dal rizoma.

### Fusto
- Parte ipogea: tipo rizoma, legnoso e con squame brune.
- Parte epigea: eretto e poco ramificato (semplice).

### Foglie

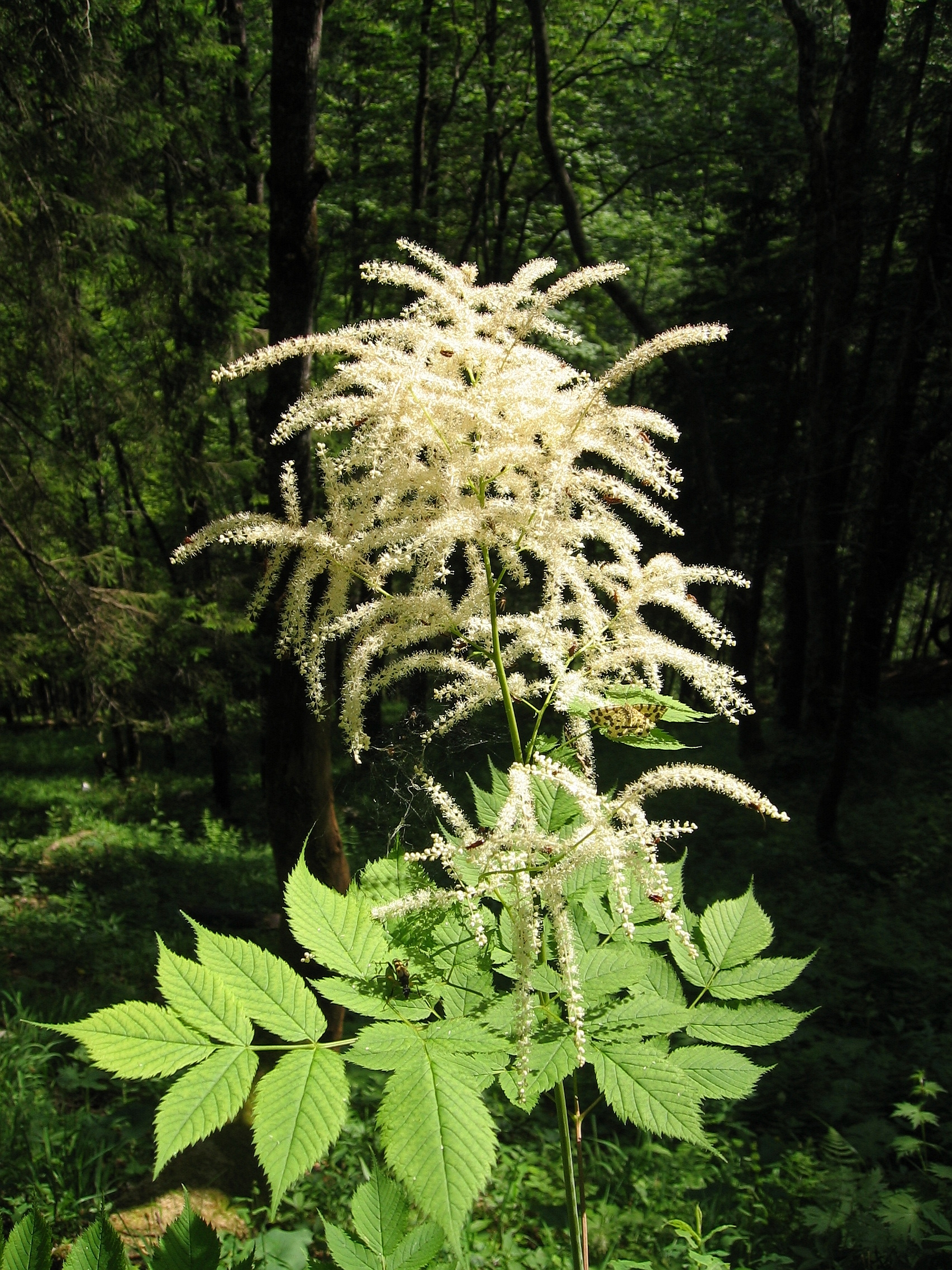
Foglie composte 3-pennatosette

Le foglie sono molto lunghe (fino a 1 m), decisamente picciolate e di tipo composto. Ogni foglia principale infatti è composta da gruppi di foglie pennatosette i cui segmenti finali (foglioline) sono lanceolati e lungamente acuminati (dimensione massima 5-8 cm). Questo tipo di foglia è chiamata anche tripennatosetta in quanto i lobi sono suddivisi tre volte.
La lamina fogliare è seghettata. Alla base del picciolo possono essere presenti delle stipole.

### Infiorescenza
L'infiorescenza è grande e del tipo a pannocchia terminale, eretta di tipo complesso (lunghezza: 2-3 dm) con molti fiori regolari a grappoli penduli ( racemo terminale compatto). I rami fiorali terminali sono patenti.

### Fiori

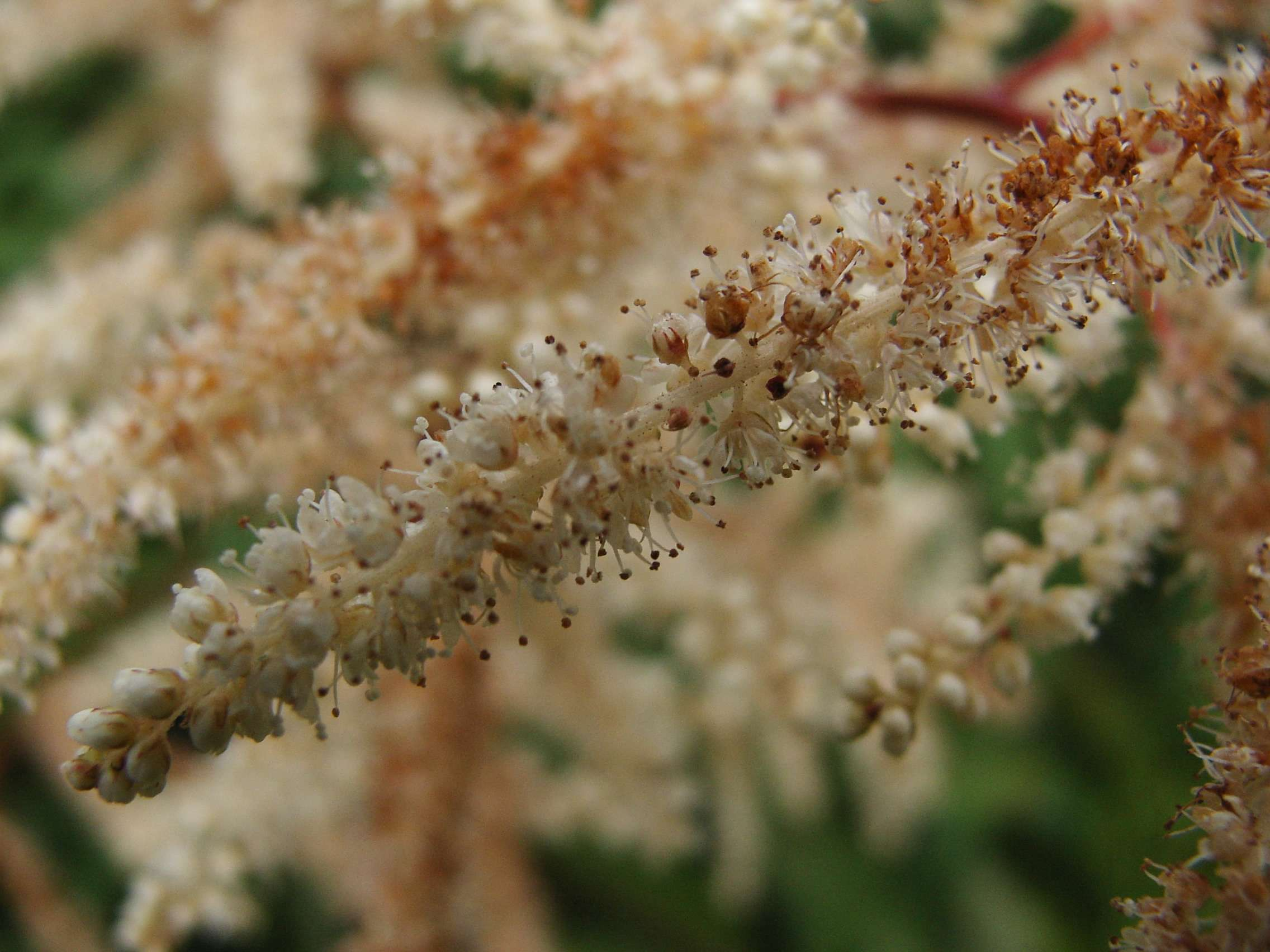
Fiori maschili con stami sporgenti

I fiori sono bianco - crema, piccoli (pochi millimetri), dialipetali e attinomorfi. Il calice è semplice: i sepali sono acuti (lunghezza 0,5 mm) mentre i petali sono ovati e lunghi 1-2 mm.
La pianta è dioica per cui i fiori degli individui maschili hanno più di 20 stami molto sporgenti (3 mm) con antere scure; i fiori degli individui femminili hanno l'ovario semi-infero e 3 carpelli, ma presentano pure brevi stami rudimentali.
Fioritura: da giugno a luglio.
Impollinazione tramite insetti, ma anche tramite il vento.

### Frutti

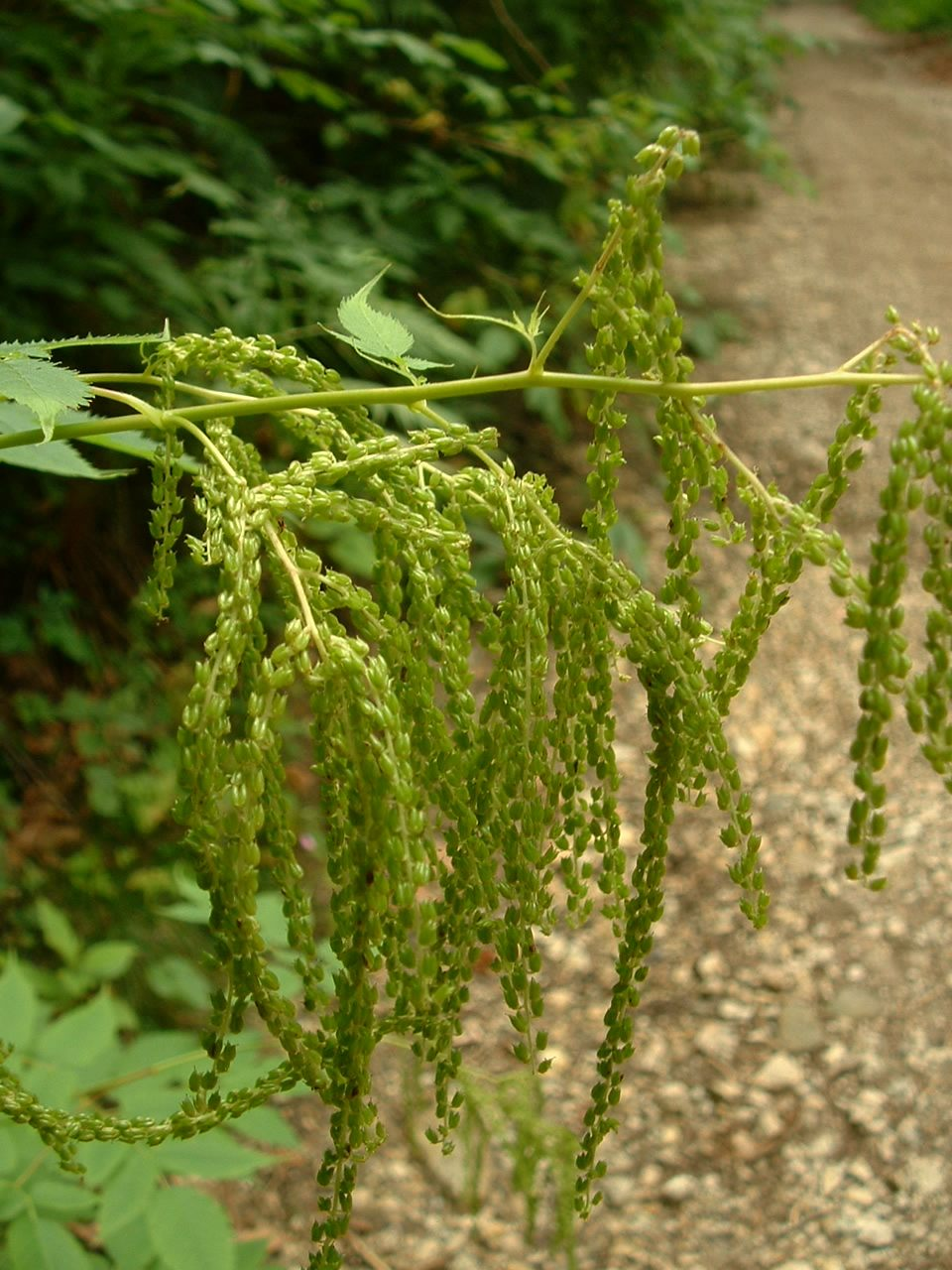
Frutti tipo follicoli penduli

I frutti sono piccoli follicoli penduli (3 per ogni fiore formati dai 3 carpelli) ad apertura a scatto e sono glabri. La propagazione avviene per semi di facile germinazione.

## Distribuzione e habitat
La nostra pianta è considerata come geoelemento circumboreale, quindi è distribuita in quasi tutta l'Europa, Asia settentrionale e orientale e America settentrionale.
In Italia è comune sulle Alpi e Appennino (anche quello centrale) e si trova nei boschi umido-freschi submontani (in preferenza di latifoglie) o ai suoi margini (forre umide), e in zone di cespuglieti non troppo soleggiate. Preferisce i terreni calcarei.
È stata segnalata nella parte meridionale della nostra Penisola sull'Altopiano della Sila, mentre in pianura presenta una distribuzione discontinua (è considerata pianta rara).
Altitudine: 500-1500 m s.l.m.

## Tassonomia
Il genere Aruncus comprende pochissime specie e in Italia è presente praticamente solo con la specie A. dioicus.
La pianta è conosciuta abbastanza bene in quasi tutte le regioni italiane per le sue qualità mangerecce per cui tanti sono i nomi volgari; eccone alcuni: Barba di capra, Barba di Giove, Asparago di monte (Sparesine di montagna), Coda di volpe, Bambe rosse, Erba canona, Asparago di bosco (Sparesi di bosco), Rosa di San Giovanni, Sparzi.

## Usi

### Farmacia
Proprietà medicinali (secondo la medicina popolare): antipiretica, febbrifughe, toniche, espettoranti, ed astringenti.

### Cucina

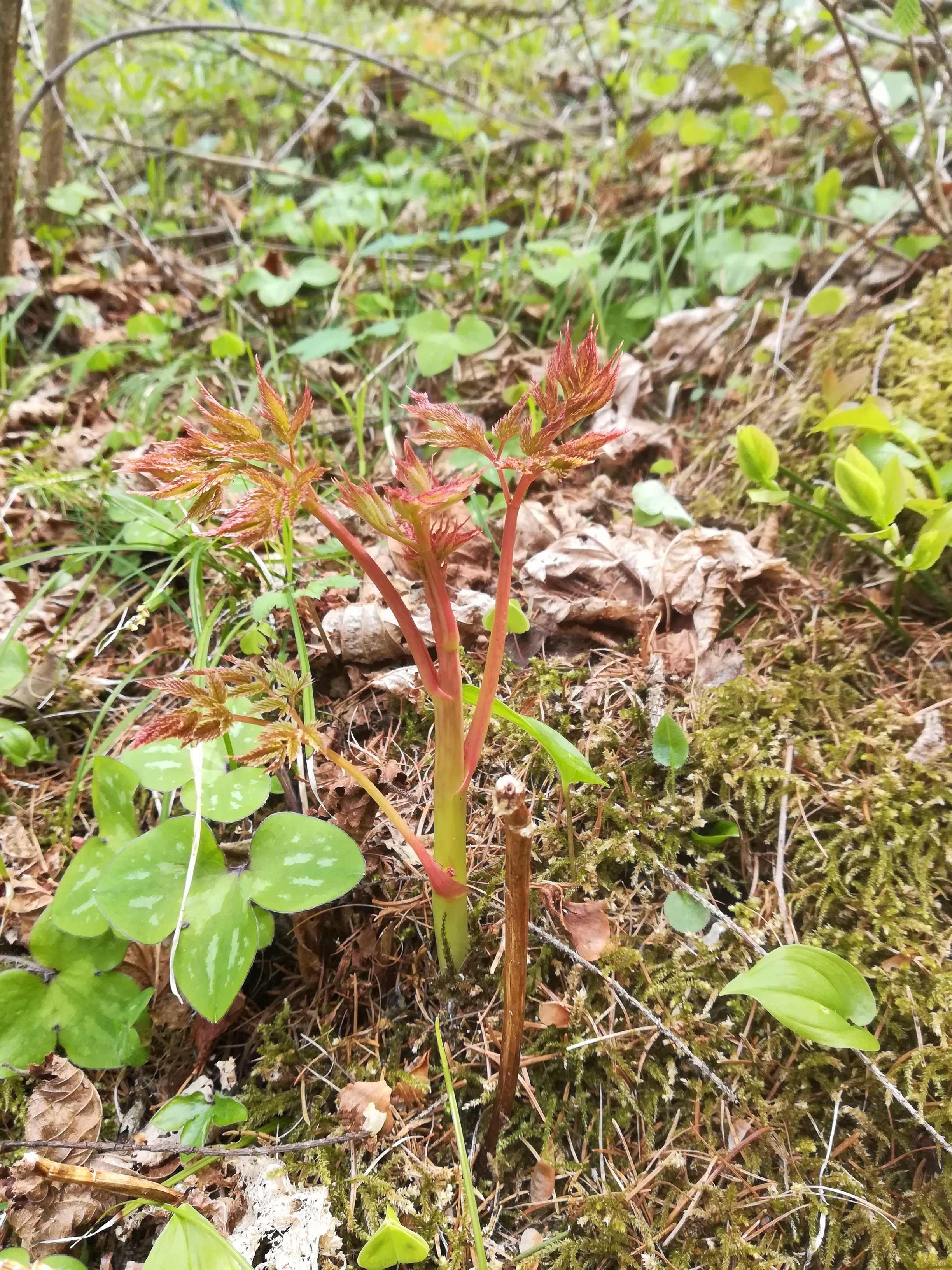
A. dioicus in primavera

Alcune parti della pianta possono essere consumate come gli asparagi. In particolare i giovani germogli primaverili (quelli rossastri che si trovano alla base della radice) se raccolti in tempo (aprile) sono particolarmente indicati per frittate o per essere conservati sott'olio.
Attenzione: nel periodo estivo la pianta produce delle sostanze tipo glicosidi cianogenetici e quindi non è più commestibile.

### Giardinaggio
Barba di capra è anche apprezzata come pianta ornamentale nei giardini per le sue grandi pannocchie vistose formate da bianchi fiorellini a volte rosacei, ma anche per la sua resistenza alle intemperie.

## Galleria d'immagini

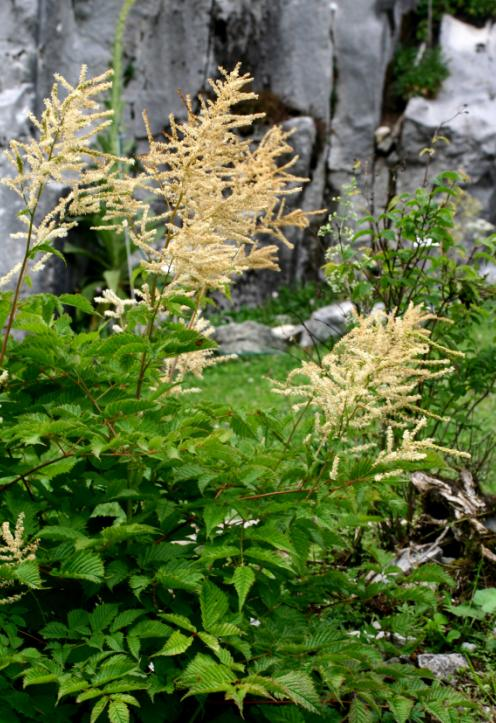
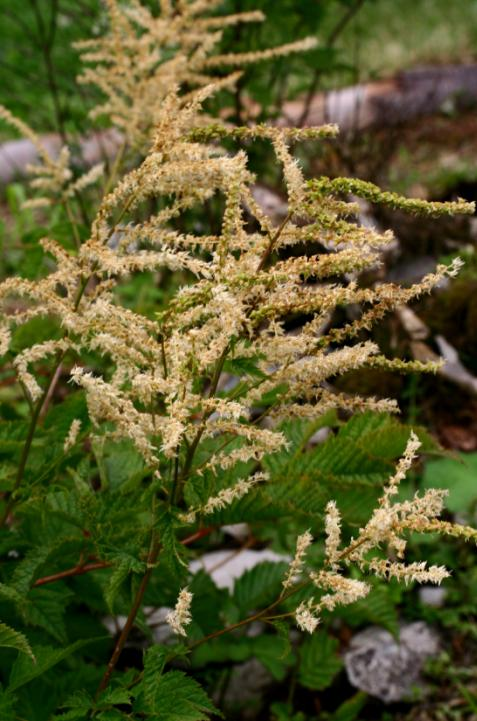
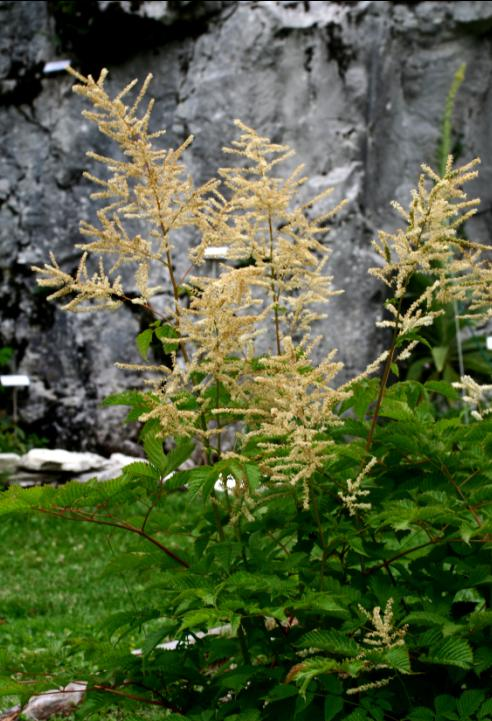